# Euronics International
Die Euronics International Ltd. ist eine im niederländischen Amsterdam ansässige Einkaufsgemeinschaft (buying group). Mit 9000 Filialen in 34 Staaten ist Euronics International eine der größten Elektronik-Einzelhandelsorganisationen der Welt. 2020 erwirtschaftete die Verbundgruppe einen Umsatz von 21,5 Milliarden Euro in mehr als 8500 Filialen.

## Geschichte
Euronics International wurde nach eigenen Angaben 1990 von fünf nationalen Verbundgruppen aus Deutschland, Italien, Spanien, Belgien und den Niederlanden gegründet. Die nationalen Einkaufsgemeinschaften erkannten damals, dass sie auf die strukturellen Veränderungen, die die Globalisierung mit sich brachte, reagieren mussten, um konkurrenzfähig zu bleiben. Gleichzeitig sollten die Vorteile des Fachhandels wie qualifizierte Mitarbeiter, Fachkenntnisse und persönlicher Kundenservice gewahrt bleiben.
1994 fusionierten AMCO und Euronics zu United Retail. Als Ergebnis dieser Fusion wurden die Konzepte von Electro World, Euronics und Elektro Vakman unter einer Organisation zusammengefasst. 2002 wurde United Retail zur United Holding.
2003 trat Euronics in den estnischen Markt ein. Seit 2006 ist A/S El-Salg Mitglied der Euronics-Gruppe und führt die Geschäfte in Dänemark.
2012 konnte der Verbund einen Jahresumsatz von 17,6 Milliarden Euro erzielen und mehr als 600 Millionen Verbraucher in Europa erreichen.
2015 konnte der Verbund seinen Umsatz auf 19 Milliarden Euro steigern und galt damit als umsatzstärkste Verbundgruppe im Bereich der Elektrogeräte in Europa. Im gleichen Jahr gehörten 28 Kooperationspartner in 36 Staaten zur Verbundgruppe und mehr als 50.000 Mitarbeiter waren in rund 6.400 Mitgliedsunternehmen an über 11.000 Standorten aktiv.
2018 fusionierte Euronics mit Electro World.
2019 lag der Umsatz bei 20,1 Mrd. Euro. Dabei waren mehr als 50.000 Mitarbeiter in rund 5.500 Mitgliedsunternehmen an über 8.800 Standorten aktiv.

## Nationale Organisationen
Liste der nationalen Organisationen, die der Euronics International Ltd. aktuell angehören:
| Staat                        | Firmenname                                   | Marke(n)                                                                                      | Filialen      |
| ---------------------------- | -------------------------------------------- | --------------------------------------------------------------------------------------------- | ------------- |
| Ägypten                      | Sharaf DG                                    | Sharaf DG                                                                                     | 33 1          |
| Bahrain                      | Sharaf DG                                    | Sharaf DG                                                                                     | 33 1          |
| Belgien                      | Krëfel NV                                    | Krëfel                                                                                        | 386           |
| Dänemark                     | A/S El-Salg                                  | El-Salg                                                                                       | 129           |
| Deutschland                  | Euronics Deutschland e.G.                    | Euronics, Euronics XXL, Media@home                                                            | 1.768         |
| Estland                      | Euronics Baltic OÜ                           | Euronics                                                                                      | 16            |
| Finnland                     | Kauppiasosuuskunta Tekniset                  | Euronics, Tekniset                                                                            | ca. 50        |
| Frankreich                   | Boulanger SA                                 | Boulanger                                                                                     | 130           |
| Griechenland                 | Seios SYN.P.E.                               | Euronics                                                                                      | 268           |
| Italien                      | Euronics Italia S.p.A.                       | Euronics, Euronics XXL, Euronics Point, Euronics City                                         | ca. 500       |
| Irland                       | Euronics Ireland                             | Euronics                                                                                      | 59            |
| Kasachstan                   | Arena S LLP, Gulser Computers LLP            | Sulpak, Alser                                                                                 | 197 2, 155    |
| Kirgisistan                  | Arena S LLP                                  | Sulpak                                                                                        | 197 2         |
| Lettland                     | Euronics Latvia SIA                          | Euronics                                                                                      | 7             |
| Litauen                      | Topo Grupe UAB                               | Euronics, Topo Centras                                                                        | 37            |
| Luxemburg                    | Hifi International SA                        | HIFI                                                                                          | 10            |
| Moldau                       | (Unterlizenz der Ukraine)                    | Foxmart                                                                                       | 4             |
| Niederlande                  | United Holding BV                            | Euronics, Electro World, CombiFoto, ElektroVakman, Audio-Video Specialist, Witgoed specialist | 417           |
| Norwegen                     | Elon Group AB                                | Elon                                                                                          | 72            |
| Oman                         | Sharaf DG                                    | Sharaf DG                                                                                     | 33 1          |
| Österreich                   | Euronics Austria reg. Genossenschaft m.b.H.  | Red Zac                                                                                       | 234           |
| Polen                        | Mediaexpert SP. z o.o.                       | Media Expert                                                                                  | über 530      |
| Portugal                     | Associação dos Agentes Autorizados           | Euronics                                                                                      | über 100      |
| Republik Zypern              | (Unterlizenz von Griechenland)               | Euronics                                                                                      | 2             |
| Russland 3                   | Euronics OOO                                 | Euronics, Expert                                                                              | 397           |
| Schweden                     | Euronics AB, Elon Group AB                   | Euronics, Elon                                                                                | 106, über 400 |
| Schweiz                      | Euronics Schweiz AG                          | Euronics, Media@home                                                                          | über 200      |
| Slowakei                     | Euronics SK                                  | Euronics                                                                                      | 65            |
| Spanien                      | Sinersis Spain & Portugal                    | Sinersis, Central de Compras, Euronics                                                        | über 1.900    |
| Tschechien                   | Euronics CR a.s.                             | Euronics                                                                                      | 166           |
| Türkei                       | Teknosa                                      | Teknosa                                                                                       | 191           |
| Ukraine                      | Foxtrot Home Appliances                      | Foxtrot                                                                                       | 224           |
| Ungarn                       | Euronics Kft.                                | Euronics                                                                                      | 64            |
| Vereinigte Arabische Emirate | Sharaf DG                                    | Sharaf DG                                                                                     | 33 1          |
| Vereinigtes Königreich       | Combined Independents Holdings Ltd. (C.I.H.) | Euronics                                                                                      | über 600      |